# Угий-Нуур
Угий-Нуур (до 1989 г. по-русски называлось Угий-Нур, иногда встречается форма названия Огий-Нур; монг. Өгий нуур) — озеро в центральной Монголии в аймаке Архангай. Равнинное озеро, соединённое протокой с р. Орхон. Озеро имеет пресную воду, богато рыбой (щука, окунь, краснопёрка).
Озеро Угий-Нуур — одна из туристических достопримечательностей Монголии. В настоящее время ведётся сооружение асфальтированного шоссе от посёлка Дашинчилен до озера. Так как Дашинчилен уже соединён с Улан-Батором асфальтированной трассой, это позволит достичь озера из Улан-Батора за один день.